# Handelsbilanzdefizit
Ein Handelsbilanzdefizit (auch Außenhandelsdefizit, negative (Außen-)Handelsbilanz oder Handelslücke genannt) liegt im Außenhandel vor, wenn in der Handelsbilanz eines Staates die in Geldeinheiten gemessenen Importe innerhalb einer bestimmten Rechnungsperiode (meist ein Jahr oder ein Quartal) die Exporte übersteigen. Pendant ist der Handelsbilanzüberschuss.

## Allgemeines
Die Handelsbilanz ist eine Teilbilanz der Leistungsbilanz und der Zahlungsbilanz. Wie ihre Bezeichnung nahelegt, erfasst sie den Handel, konkreter den Außenhandel eines Staates innerhalb eines bestimmten Zeitraums, meist innerhalb eines Kalenderjahres. Erfasst werden in der Handelsbilanz solche Transaktionen, bei denen der Produktions- und Warencharakter im Vordergrund steht. Hierzu gehören vor allem Exporte, Importe und Lohnveredelungen.

## Berechnung
Sind die Exporte und passiven Lohnveredelungen {\displaystyle Ex} niedriger als die Importe und aktiven Lohnveredelungen {\displaystyle Im}, liegt ein Handelsbilanzdefizit {\displaystyle H_{d}} vor, umgekehrt ein Handelsüberschuss {\displaystyle H_{s}}:
{\displaystyle H_{d}=Ex<Im},
{\displaystyle H_{s}=Ex>Im}.
Die Differenz zwischen Exporten und Importen wird neutral auch als Saldo bezeichnet.
Der negative (passive) Saldo (Defizit) erscheint auf der Aktivseite (wo die Exporte stehen), der positive (aktive) Saldo (Überschuss) entsprechend auf der Passivseite (wo die Importe stehen). Der jeweilige Saldo wird in die Zahlungsbilanz übertragen, wo er auf der entgegensetzten Seite der Bilanz erscheint. 
Der Saldo der Handelsbilanz dieser Periode weist dann ein negatives Vorzeichen in der Leistungsbilanz auf. Man spricht in diesem Fall auch von einer passiven Handelsbilanz oder einem Passivsaldo der Handelsbilanz. Wenn eine Volkswirtschaft ein Leistungsbilanzdefizit aufweist, vermindert sich die finanzielle Nettoauslandsposition (Nettoauslandsvermögen) des Landes, d. h. für ein Nettoschuldnerland erhöht sich die Nettoverschuldung gegenüber dem Rest der Welt, für ein Nettogläubigerland wird seine Nettoforderungsposition gegenüber dem Rest der Welt vermindert.

## Einordnung und nähere Erläuterung
| Zahlungsbilanz | I. Leistungsbilanz                                           | Handelsbilanz                   |
| Zahlungsbilanz | I. Leistungsbilanz                                           | Dienstleistungsbilanz           |
| Zahlungsbilanz | I. Leistungsbilanz                                           | Erwerbs- und Vermögenseinkommen |
| Zahlungsbilanz | I. Leistungsbilanz                                           | Laufende Übertragungen          |
| Zahlungsbilanz | II. Vermögensübertragungen                                   |                                 |
| Zahlungsbilanz | III. Kapitalbilanz                                           | Direktinvestitionen             |
| Zahlungsbilanz | III. Kapitalbilanz                                           | Wertpapiertransaktionen         |
| Zahlungsbilanz | III. Kapitalbilanz                                           | Finanzderivate                  |
| Zahlungsbilanz | III. Kapitalbilanz                                           | Kreditverkehr                   |
| Zahlungsbilanz | III. Kapitalbilanz                                           | Sonstige Kapitalanlagen         |
| Zahlungsbilanz | IV. Veränderung der Währungsreserven zu Transaktionswerten   |                                 |
| Zahlungsbilanz | V. Saldo der statistisch nicht aufgliederbaren Transaktionen |                                 |

Die Handelsbilanz ist die rechnerische Gegenüberstellung der Ein- und Ausfuhr aller Waren einer Volkswirtschaft innerhalb eines bestimmten Zeitraumes. Die exportierten Waren werden zu FOB-Preisen (englisch free on board) bewertet; die importierten Waren mit dem CIF-Preis (englisch cost, insurance, freight). Die Bewertung zu diesen Incoterm-Preisen machen die Zahlen international vergleichbar, da die Waren mit dem Wert an der eigenen Landesgrenze aufgezeichnet werden.
Die Handelsbilanz ist eine Teilbilanz der Leistungsbilanz, welche wiederum ein Bestandteil der Zahlungsbilanz ist. Die Zahlungsbilanz ist die systematische, wertmäßige Gegenüberstellung aller wirtschaftlichen, in Geld bezifferten Transaktionen während einer bestimmten Periode zwischen einer Volkswirtschaft und dem Ausland.
Wenn eine Volkswirtschaft regelmäßig negative Handelsbilanzen ausweist, bedeutet das, dass die Schulden gegenüber dem Ausland wachsen und höhere Zinsen gezahlt werden müssen. Die Verschuldung entsteht, da die Ausgaben für Importe die Einnahmen für Warenexporte übersteigen. Dadurch entsteht ein Bedarf an ausländischer Währung und ein Überangebot an inländischer Währung, die somit abgewertet wird. Da für das Ausland die Waren folglich günstiger importiert werden können, verringert sich entsprechend dem Modell das Handelsbilanzdefizit und es kommt zu einem Handelsbilanzausgleich.

## Verschlechterung der Handelsbilanz aus makroökonomischer Modellsicht
Folgende Einflussfaktoren führen zu einer Verschlechterung der Handelsbilanz. Wenn bereits ein Handelsbilanzdefizit vorliegt, führen die folgenden Faktoren ceteris paribus zu einer Vergrößerung des Defizits:
- Steigende Preise für im Inland produzierte Waren (es kann weniger exportiert werden, da das Ausland mehr bezahlen muss)
- Wechselkursänderungen
  - Eine Abwertung der inländischen Währung führt zunächst zu einer Verschlechterung und später zu einer Verbesserung der Handelsbilanz. (J-Kurven-Effekt)
- Realeinkommensänderungen (bei konstanten Wechselkursen)
  - Steigendes Realeinkommen im Inland (es wird mehr importiert)
  - Sinkendes Realeinkommen im Ausland (das Ausland kauft weniger Güter; es wird weniger exportiert)
- Steigende Güternachfrage im Inland (ein Großteil der zusätzlich nachgefragten Güter wird aus dem Ausland importiert)
- Handelsabkommen oder -schranken (Ausfuhrkontingente und Ausfuhrembargos verhindern mögliche Exporte).

Die umgekehrten Effekte führen zu einer Verbesserung der Handelsbilanz und eventuell sogar zu einem Handelsbilanzüberschuss.
Ein Papier von Abgeordneten des Europäischen Parlaments macht auf das steigende Handelsbilanzdefizit durch Importkosten für fossile Energieträger aufmerksam, die insbesondere auch zu Verschärfungen der Schuldenkrise der EU-Staaten führt. So hat die Importabhängigkeit die 27 EU-Länder zwischen Oktober 2010 und September 2011 408 Milliarden Euro gekostet. Das Leistungsbilanzdefizit betrug im selben Zeitraum dagegen nur 119 Milliarden Euro.

## Länder mit einem Handelsbilanzdefizit

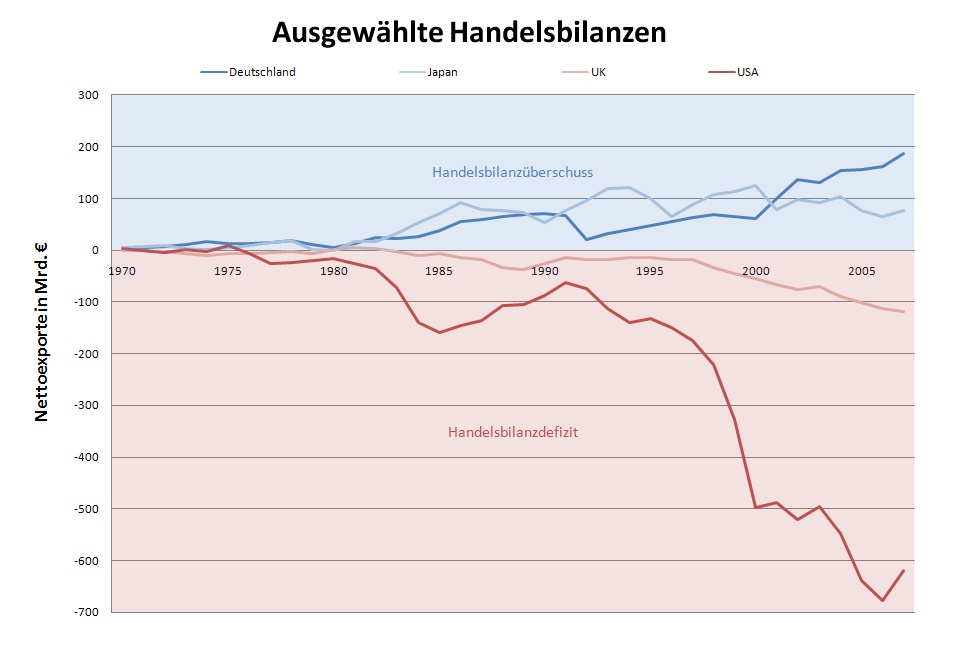
Handelsbilanzen der Länder Deutschland, Japan, USA und UK seit 1960

Die nachfolgende Tabelle zeigt die Entwicklung der Nettoexporte ausgewählter Volkswirtschaften, die im Jahr 2007 ein Handelsbilanzdefizit auswiesen.
| Land              | 1987  | 1997 | 2007 |
| ----------------- | ----- | ---- | ---- |
| USA               | −136  | −174 | −619 |
| Großbritannien    | −017  | −018 | −119 |
| Spanien           | −011  | −012 | −088 |
| Europäische Union | k. A. | 116  | −076 |
| Frankreich        | −08   | 025  | −047 |
| Griechenland      | −05   | −014 | −038 |
| Türkei            | −03   | −020 | −034 |
| Portugal          | −04   | −08  | −015 |
| Australien        | 01    | −02  | −07  |
| Luxemburg         | −01   | −02  | −04  |
| Dänemark          | 0     | 05   | −01  |

## Das Handelsbilanzdefizit der USA im Jahre 2007

Handelsbilanz der USA seit 1960

Die Vereinigten Staaten von Amerika – die derzeit größte Volkswirtschaft der Erde – weisen seit den 1970er Jahren regelmäßig ein Handelsbilanzdefizit aus, welches sich seit den 1990er Jahren stark vergrößert. Im Jahr 2007 ist das Defizit seit langem erstmals wieder etwas kleiner geworden. Die Außenhandelsbilanz stieg um 27 Mrd. US-$ auf −790,1 Mrd. US-$. Der Fehlbetrag muss durch Kapitalzuflüsse aus dem Ausland finanziert werden, wodurch sich die USA zunehmend gegenüber dem Ausland verschulden.
Es gibt mehrere Gründe für das große Handelsbilanzdefizit. Genannt seien drei davon:

### Grund 1: Hohes Wirtschaftswachstum der USA
In der zweiten Hälfte der 1990er Jahre lag das durchschnittliche Wirtschaftswachstum der USA deutlich über dem ihrer Handelspartner. Die amerikanischen Importe nahmen also deutlich stärker zu (steigende Nachfrage aufgrund des BIP-Anstieges) als die Exporte, die vom BIP und damit von der Nachfrage der Handelspartner abhängen. Ein stetig steigendes Wirtschaftswachstum muss nicht zwangsläufig zu einer negativen Handelsbilanz führen. Im Fall der Vereinigten Staaten stieg aber die inländische Nachfrage (Konsum und Investitionen) deutlich stärker als die ausländische Nachfrage nach amerikanischen Gütern. So kam es zum stetig steigenden Handelsbilanzdefizit.

### Grund 2: Stetige reale Aufwertung der US-amerikanischen Güter

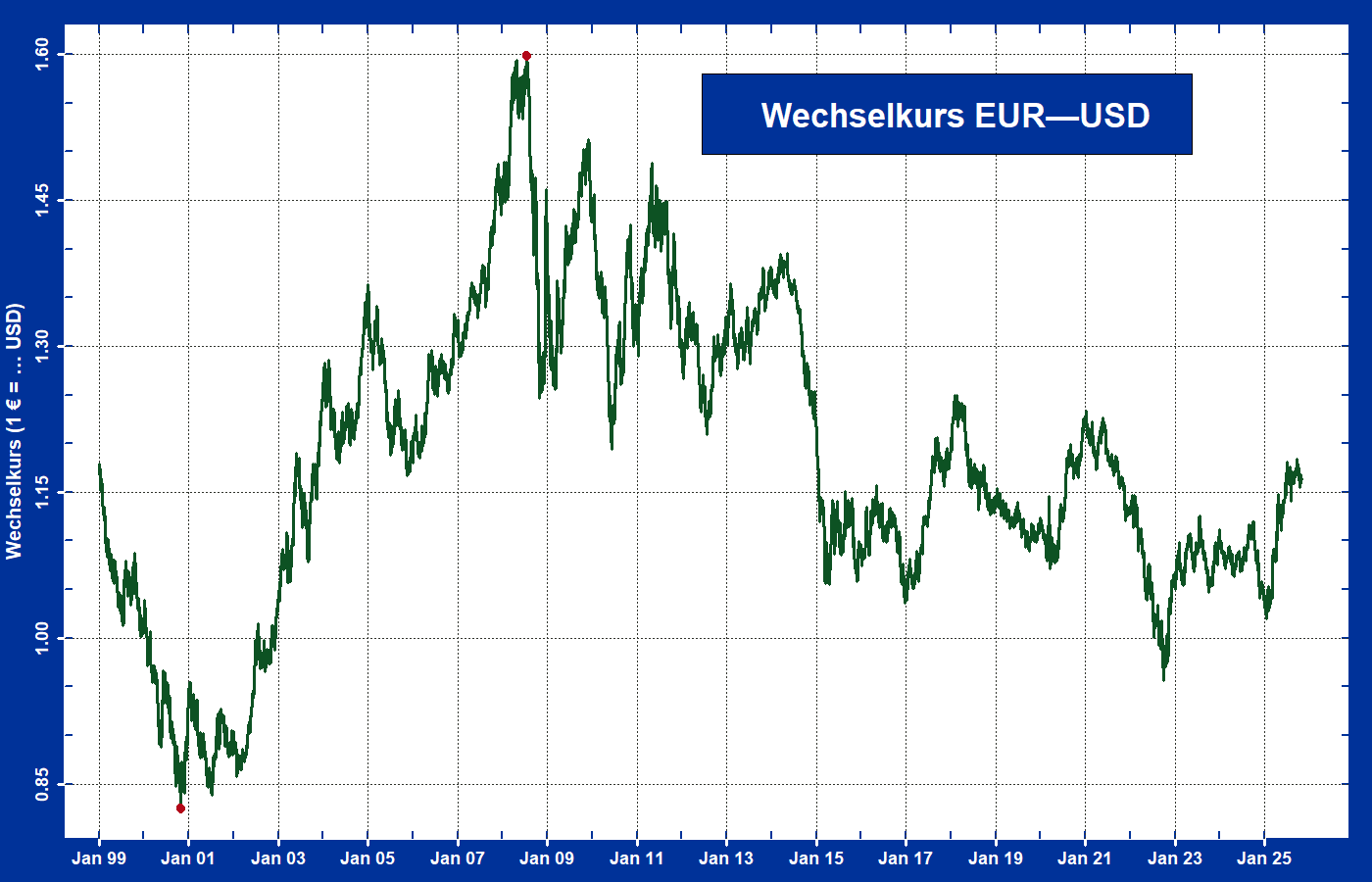
Wechselkurs des Euro zum US-Dollar

Bei konstantem multilateralem realem Wechselkurs und starkem Wirtschaftswachstum verschlechtert sich die Handelsbilanz. Wie bereits in Grund 1 erwähnt, kam es seit Mitte der 1990er Jahre zu einem starken jährlichen Wirtschaftswachstum in den USA. Da der reale Wechselkurs bis 2002 sogar stieg, verschlechterte sich die Handelsbilanz umso mehr.
Von Anfang 2006 bis Ende 2015 betrug das US-Handelsbilanzdefizit insgesamt 7,3 Billionen US-Dollar. Das waren durchschnittlich 734 Milliarden US-Dollar pro Jahr.

### Grund 3: Amerikaner bevorzugen ausländische Güter
Amerikanische Konsumenten kaufen bevorzugt ausländische Güter (z. B. Autos) und fragen weniger einheimische Güter nach.
Wegen ihrer seit der Präsidentschaft Ronald Reagans zeitgleich hohen Staatsverschuldung weisen die USA ein sogenanntes Zwillingsdefizit auf.

## Wirtschaftliche Aspekte
Durch ein permanentes Handelsbilanzdefizit von mehr als drei Jahren und mehr als 6 % des Bruttoinlandsprodukts wird in den EU-Mitgliedstaaten das Staatsziel des außenwirtschaftlichen Gleichgewichts verfehlt.